# 哈爾西特 (紐約州)
哈爾西特（英語：Halesite）是位於美國紐約州薩福克縣的普查規定居民點。

## 人口
根據2020年美國人口普查的數據，哈爾西特的面積為2.55平方千米，當中陸地面積為2.31平方千米，而水域面積為0.24平方千米。當地共有人口2527人，而人口密度為每平方千米990.98人。